# Inner Circle

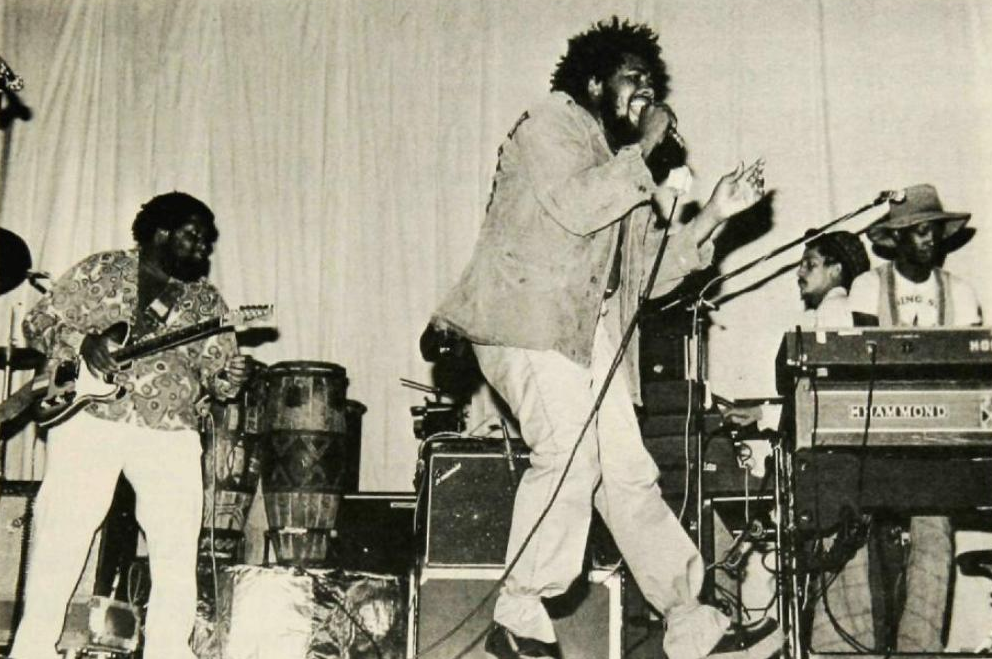
Inner Circle, 1976

Inner Circle este o trupă reggae din Jamaica, înființată în 1968 și cunoscută pentru cîntece precum Bad Boys și Sweat.

## Albume
- 1974 Rock The Boat
- 1975 Blame It To The Sun
- 1976 Reggae Thing
- 1977 Ready For The World
- 1978 Heavyweight Dub
- 1978 Killer Dub
- 1979 Everything Is Great
- 1980 New Age Music (final album with Jacob Miller)
- 1982 Something So Good
- 1986 Black Roses
- 1987 One Way
- 1990 Rewind!, Pt.2: The Singers
- 1991 Identified
- 1992 Bad To The Bone
- 1994 Bad Boys
- 1994 Reggae Dancer (final album with Calton Coffie)
- 1996 Da Bomb
- 1998 Speak My Language
- 1999 Jamaika Me Crazy
- 2000 Big Tings
- 2001 Jah Jah People
- 2001 Barefoot In Negril
- 2004 This Is Crucial Reggae
- 2008 State Of Da World

## Cîntece single
| An   | Cîntec                       | U.S. Hot 100 | U.S. R&B | UK Singles | Album               |
| ---- | ---------------------------- | ------------ | -------- | ---------- | ------------------- |
| 1979 | "Everything Is Great"        | -            | -        | 37         | Everything Is Great |
| 1979 | "Stop Breaking My Heart"     | -            | -        | 50         | Everything Is Great |
| 1987 | "Bad Boys"                   | 8            | 58       | 52         | Bad Boys            |
| 1992 | "Sweat (A La La La La Long)" | 16           | 73       | 3          | Bad Boys            |
| 1993 | "Rock With You"              | 98           | -        | -          | Bad Boys            |
| 1994 | "Games People Play"          | 84           | -        | 67         | Reggae Dancer       |
| 1998 | "Not About Romance"          | 92           | -        | -          | Speak My Language   |